# Eupithecia albifurva
Eupithecia albifurva là một loài bướm đêm trong họ Geometridae.